# Sławomir Assendi
Sławomir Jan Assendi (ur. 6 maja 1969) – polski dziennikarz, menadżer, od maja 2017 do września 2018 redaktor naczelny Radia Zet.

## Kariera
Pracował w grupie ZPR Media, gdzie był m.in. członkiem zarządu Radia Eska, w latach 1999-2004 pracował w grupie Eurozet, był dyrektorem zarządzającym Radiostacji. Był również p.o. dyrektora pionu strategii i komunikacji Telewizji Polsat. W latach 2011–2015 pełnił funkcję zastępcy dyrektora Programu I Polskiego Radia. Od 2016 ponownie związany z grupą Eurozet jako dyrektor zarządzający ds. radiowych stacji lokalnych i ponadregionalnych, od kwietnia 2016 był zastępcą szefa stacji radiowych grupy Eurozet. Od maja 2017 do września 2018 był redaktorem naczelnym Radia Zet.